# Raphia farinifera
Raphia farinifera är en enhjärtbladig växtart som först beskrevs av Joseph Gaertner, och fick sitt nu gällande namn av Nils Hylander. Raphia farinifera ingår i släktet Raphia och familjen Arecaceae. Inga underarter finns listade i Catalogue of Life.

## Bildgalleri

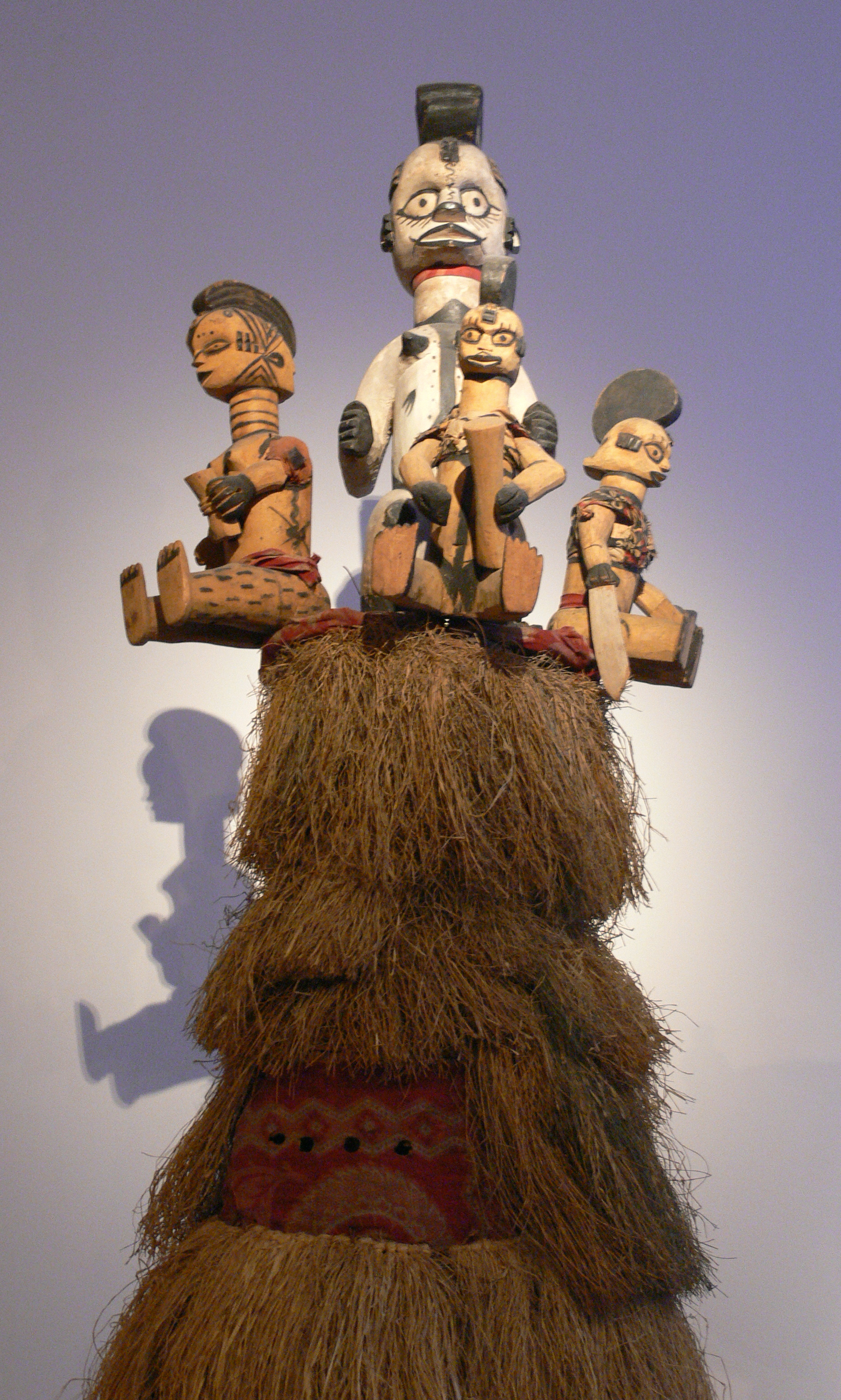
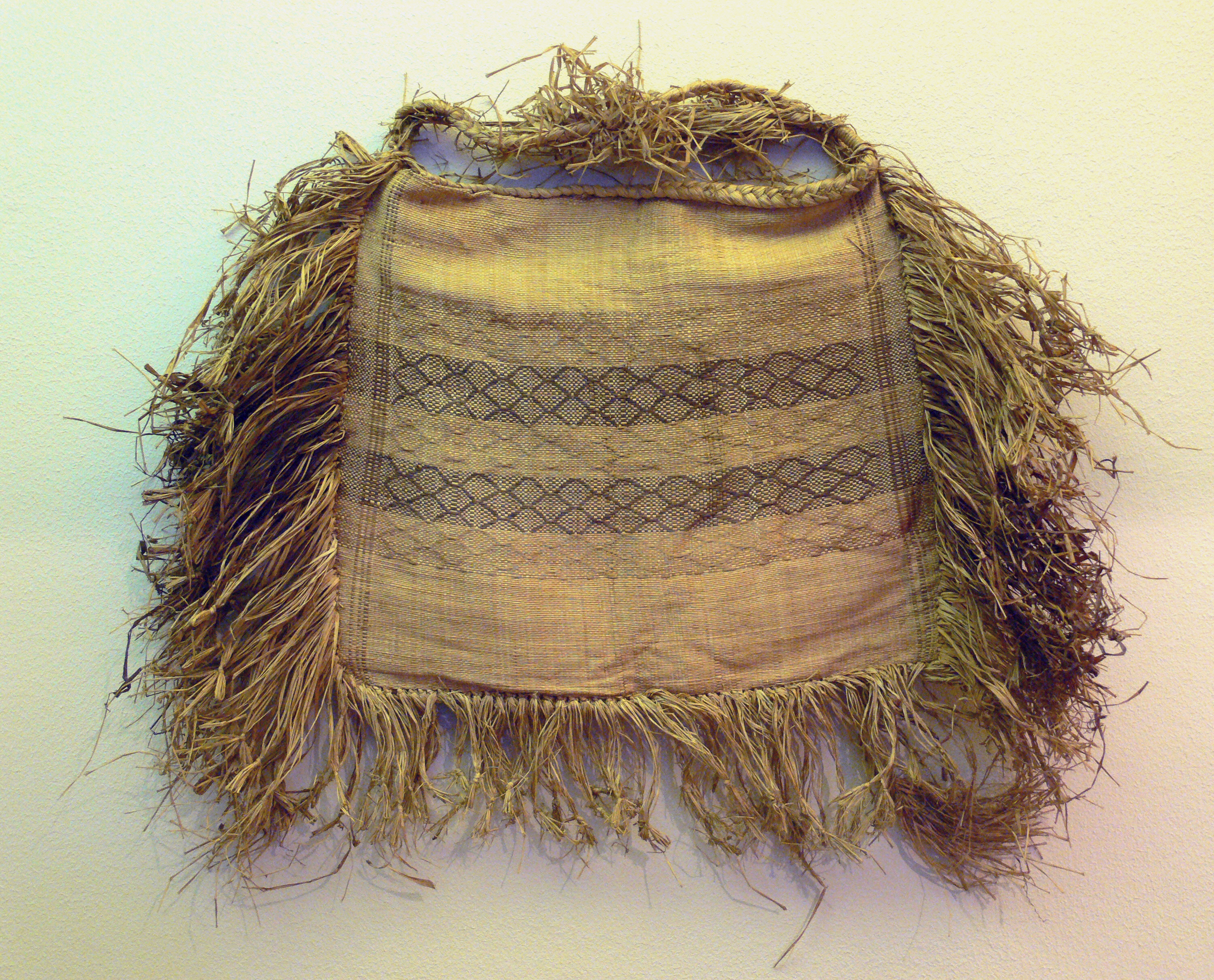
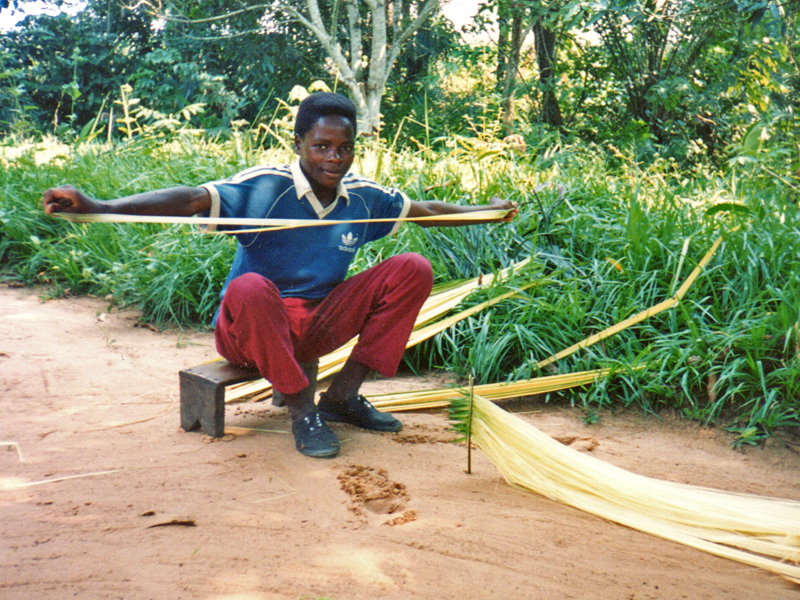
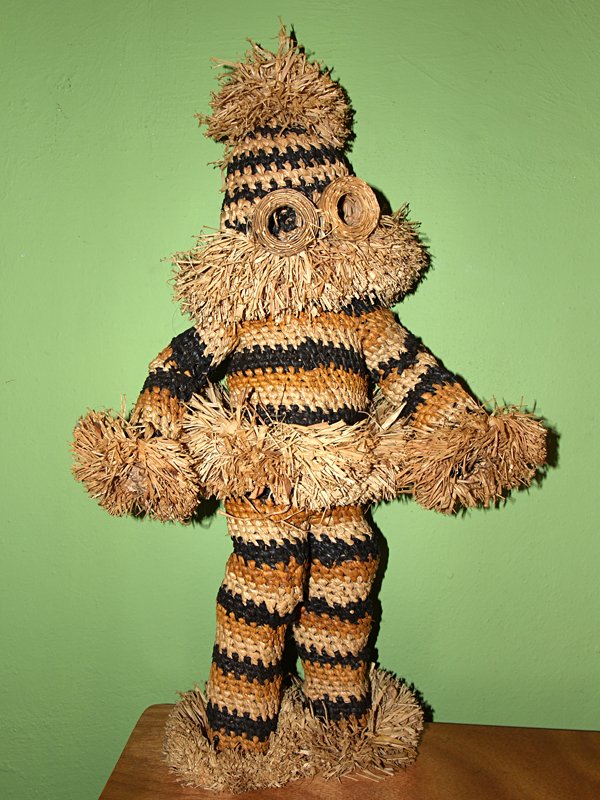